# Lousame
Lousame település Spanyolországban, A Coruña tartományban. Lousame Dodro, Rianxo, Boiro, Porto do Son, Noia, Brión és Rois községekkel határos. Lakosainak száma 3099 fő (2024).

## Népesség
A település népessége az utóbbi években az alábbiak szerint változott:
| Lakosok száma | 4117 | 3912 | 3798 | 3687 | 3657 | 3513 | 3429 | 3338 | 3235 | 3099 |
|               | 2001 | 2004 | 2006 | 2009 | 2011 | 2014 | 2016 | 2019 | 2021 | 2024 |